# Oenothera hexandra
Oenothera hexandra är en dunörtsväxtart. Oenothera hexandra ingår i släktet nattljussläktet, och familjen dunörtsväxter.

## Underarter
Arten delas in i följande underarter:
- O. h. gracilis
- O. h. hexandra